# Доктор Джекилл и мистер Хайд (фильм, 1908)
«Доктор Джекилл и мистер Хайд» (англ. Dr. Jekyll and Mr. Hyde) — немой короткометражный фильм ужасов Отиса Тёрнера. Сам режиссёр снимал спектакль, поставленный в 1897 году. Это самая первая экранизация по новелле Роберта Стивенсона. Премьера состоялась в США в 1908 году. Фильм считается утраченным.

## В ролях
- Хобарт Босуорф — доктор Джекилл англ. Dr. Jekyll
- Бетти Харп — Алиса

## Сюжет
В начале фильма на сцене поднимается занавес. Доктор Джекилл клянется в своей вечной любви к Алисе, дочери викария, в ее просторном саду. Внезапно, охваченный своей зависимостью от химической формулы, у Джекилла начинаются конвульсии, он превращается в злого мистера Хайда. Он яростно нападает на Алису, и когда ее отец пытается вмешаться, мистер Хайд с большим удовольствием убивает его. Находясь в офисе своего адвоката, у доктора Джекилла начинаются видения, как его казнят за преступление.
Позже Хайд навещает своего друга доктора Лэньона, чтобы попросить его дать необходимые химические вещества, и, выпив зелье, он снова превращается в Джекилла прямо на глазах у доктора. Позже в своей лаборатории Джекилл снова превращается в мистера Хайда, но, преследуемый видениями виселицы, принимает смертельную дозу яда, одновременно убивая обе свои личности. По истинной театральной традиции занавес опускается.

## Критика
Фильм определили[кто?] также как драму.